# Anatomie animale

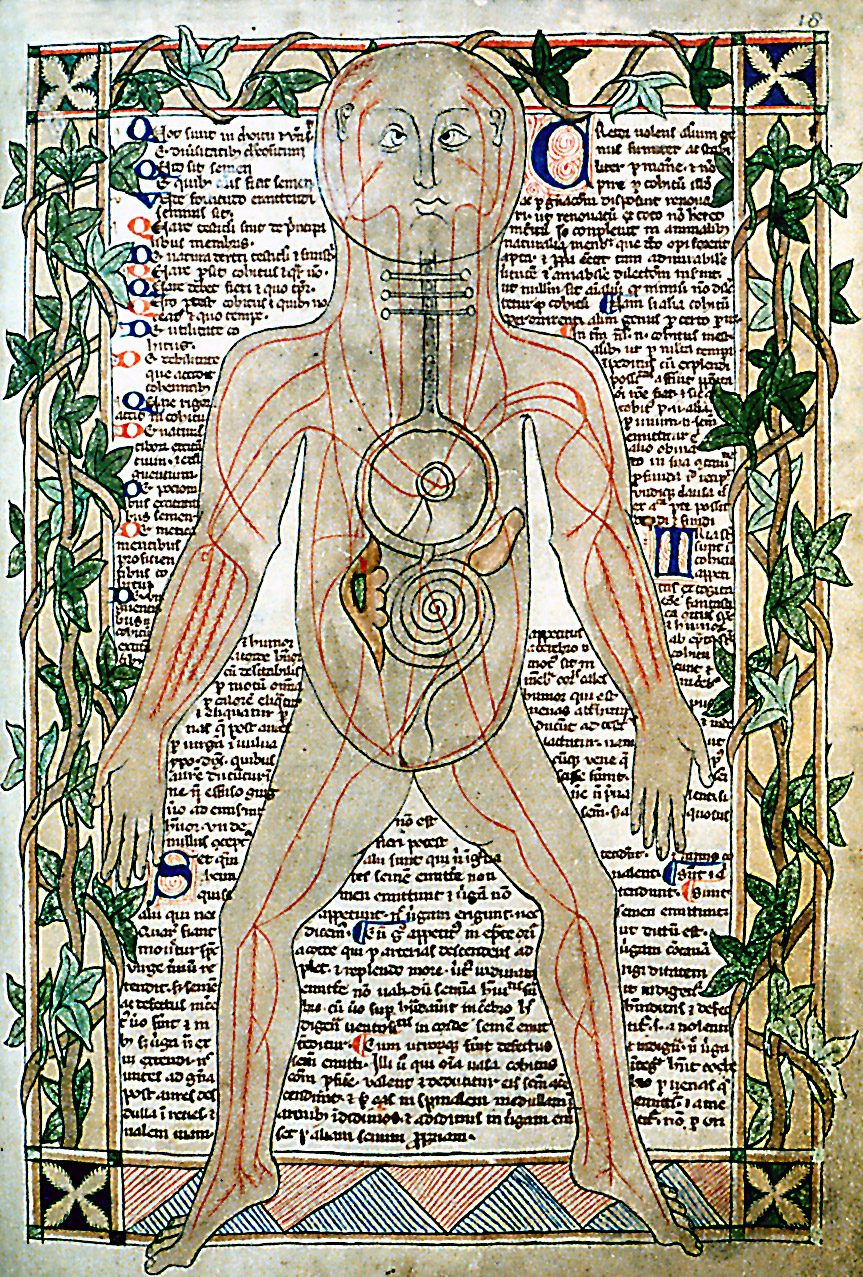
Planche anatomique datant de la fin du XIIIe siècle et représentant le réseau veineux.

Anatomie d'un escargot

 (avril 2020).
Pour les articles homonymes, voir Anatomie (homonymie).
L'anatomie animale (provenant du nom grec ἀνατομία anatomia, provenant du verbe ἀνατέμνειν anatemnein, se traduisant par couper, découper) est une branche de l'anatomie et de la zoologie étudiant la structure interne des animaux, la topographie et le rapport des organes entre eux. Elle se distingue ainsi de la morphologie.
Le terme désigne à la fois la structure d'un organisme vivant et la branche de la biologie ou de la médecine, pour l'anatomie humaine, qui étudie cette structure. On parle également d'anatomie pour désigner les anatomies publiques, événements sociaux des Temps modernes et du début de l'Époque contemporaine durant lequel un maître exposait en public son savoir anatomique.

## Anatomie des vertébrés

Crâne de souris.

Tous les vertébrés ont un plan corporel de base similaire et partagent à un moment donné de leur vie, le plus souvent au stade embryonnaire, les principales caractéristiques des Chordés : une tige rigide, la notochorde ; un tube dorsal nerveux, le tube neural ; des arcs pharyngiens et une queue postérieure à l'anus. La moelle épinière, protégée par la colonne vertébrale, se trouve au-dessus de la notochorde et le tube digestif se trouve en dessous. Le tissu nerveux est dérivé de l'ectoderme, les tissus conjonctifs sont dérivés du mésoderme et l'intestin est dérivé de l'endoderme. À l'extrémité postérieure se trouve une queue qui prolonge la moelle épinière et les vertèbres mais pas l'intestin. La bouche se trouve à l'extrémité antérieure de l'animal, et l'anus à la base de la queue. La caractéristique déterminante d'un vertébré est la colonne vertébrale, formée lors du développement de la série segmentée de vertèbres. Chez la plupart des vertébrés, la notochorde devient le nucleus pulposus des disques intervertébraux. Cependant, quelques vertébrés, comme l'esturgeon et le cœlacanthe, conservent la notochorde jusqu'à l'âge adulte. Les vertébrés à mâchoires sont caractérisés par des appendices pairs, des nageoires ou des pattes, qui peuvent être perdus secondairement. Les membres des vertébrés sont considérés comme homologues car la même structure squelettique sous-jacente a été héritée de leur dernier ancêtre commun. C'est l'un des arguments avancés par Charles Darwin pour soutenir sa théorie de l'évolution.

### Poissons

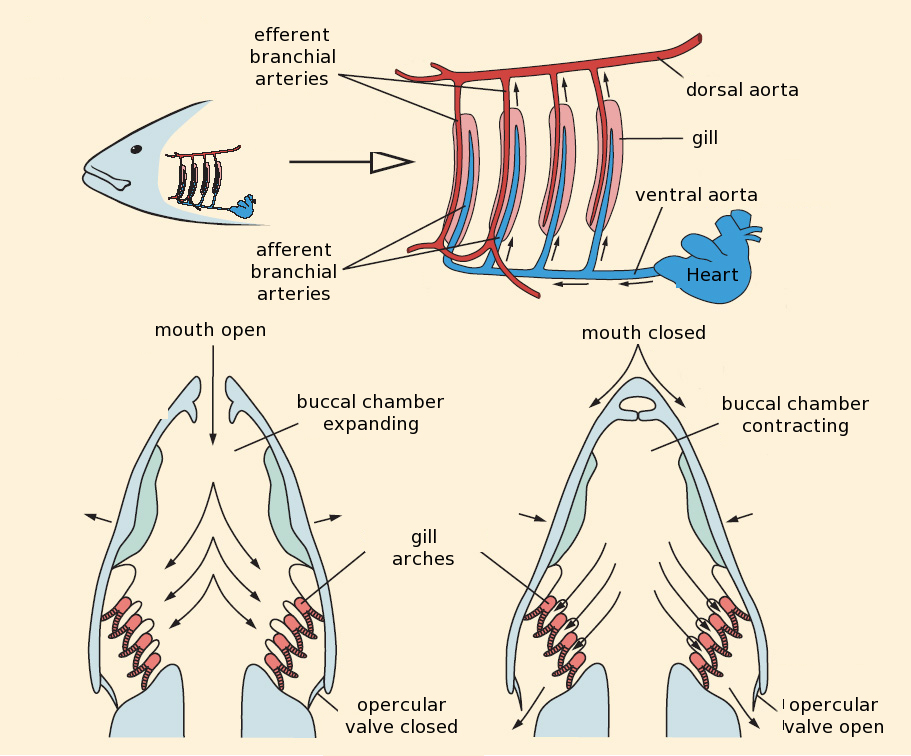
Respiration branchiale.

Le corps d'un poisson est divisé en une tête, un tronc et une queue, bien que les divisions entre les trois ne soient pas toujours visibles de l'extérieur. Le squelette, qui constitue la structure de soutien à l'intérieur du poisson, est soit constitué de cartilage, chez les poissons cartilagineux, soit d'os chez les poissons osseux. L'élément principal du squelette est la colonne vertébrale, composée de vertèbres articulées, légères mais solides. Les côtes s'attachent à la colonne vertébrale et il n'y a pas de membres ou de ceintures de membres. Les principales caractéristiques externes du poisson, les nageoires, sont composées d'épines osseuses ou molles appelées rayons, qui, à l'exception des nageoires caudales, n'ont aucun lien direct avec la colonne vertébrale. Elles sont soutenues par les muscles qui constituent la partie principale du tronc. Le cœur a deux chambres et pompe le sang à travers les surfaces respiratoires des branchies et autour du corps dans une boucle circulatoire unique. Les yeux sont adaptés à la vision sous-marine et n'ont qu'une vision locale. Il existe une oreille interne mais pas d'oreille externe ou moyenne. Les vibrations de basse fréquence sont détectées par le système de ligne latérale d'organes sensoriels qui s'étendent le long des flancs des poissons, et qui répondent aux mouvements proches et aux changements de pression de l'eau.
Les requins et les raies sont des poissons basaux présentant de nombreuses caractéristiques anatomiques primitives similaires à celles des poissons anciens, notamment un squelette composé de cartilage. Leur corps a tendance à être aplati sur l'axe dorso-ventral, ils ont généralement cinq paires de fentes branchiales et une grande bouche située sur la partie inférieure de la tête. Le derme est recouvert d'écailles dermiques placoïdes distinctes. Ils possèdent un cloaque dans lequel s'ouvrent les voies urinaires et génitales, mais pas de vessie natatoire. Les poissons cartilagineux produisent un petit nombre de gros œufs jaunâtres. Certaines espèces sont ovovivipares ; d'autres sont ovipares et leurs larves se développent des oothèques.
La lignée des poissons osseux présente des traits anatomiques plus dérivés, souvent avec des changements évolutifs majeurs par rapport aux caractéristiques des anciens poissons. Ils ont un squelette osseux, sont généralement aplatis latéralement, possèdent cinq paires de branchies protégées par un opercule et une bouche située à l'extrémité du museau ou à proximité. Le derme est recouvert d'écailles qui se chevauchent. Les poissons osseux possèdent une vessie natatoire qui les aide à maintenir une profondeur constante dans la colonne d'eau mais pas de cloaque. Ils pondent le plus souvent un grand nombre de petits œufs avec peu de jaune qu'ils diffusent dans la colonne d'eau.

### Amphibiens

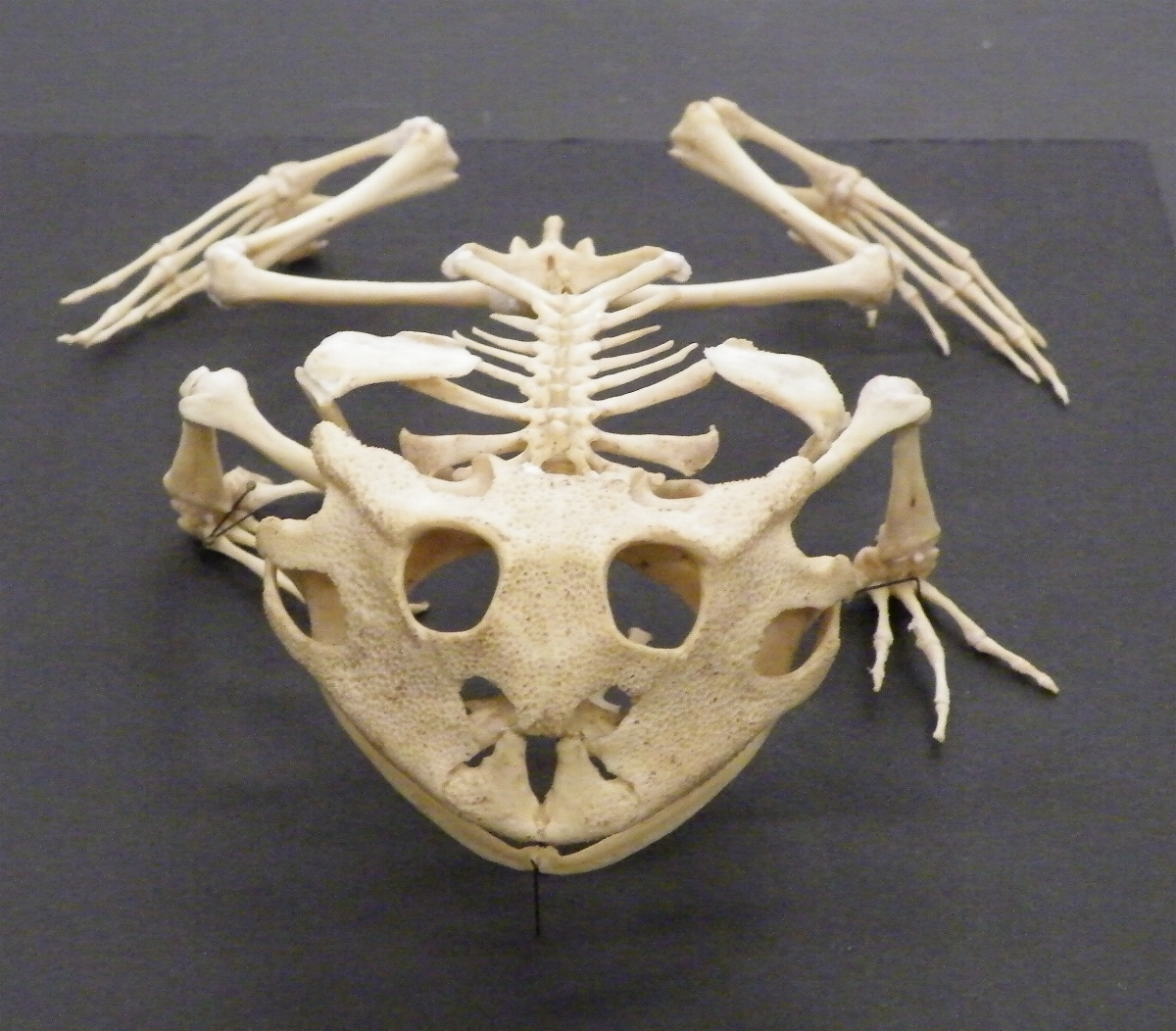
Squelette de crapaud cornu en vue frontale.

Les amphibiens sont une classe d'animaux comprenant les grenouilles, les salamandres et les cécilies. Ce sont pour la plupart des tétrapodes, mais les cécilies et quelques espèces de salamandres n'ont pas de membres ou ont des membres de taille très réduite. Leurs os principaux sont creux, légers et entièrement ossifiés. Les vertèbres s'emboîtent les unes dans les autres et sont dotés de processus articulaires. Leurs côtes sont généralement courtes et soudées aux vertèbres. Leur crâne est généralement large et court, souvent incomplètement ossifié. Leur peau contient peu de kératine et pas d'écailles mais de nombreuses glandes muqueuses et, chez certaines espèces, des glandes à poison. Le cœur des amphibiens comporte trois chambres, deux oreillettes et un ventricule. Ils ont une vessie urinaire et les déchets azotés sont excrétés principalement sous forme d'urée. Les amphibiens respirent par pompage buccal, une action de pompage dans laquelle l'air est d'abord aspiré dans la région buccopharyngée par les narines. Celles-ci sont ensuite fermées et l'air est poussé dans les poumons par la contraction de la gorge. Ils complètent ce processus par un échange gazeux à travers la peau qui doit être maintenue humide.
Chez les grenouilles, la ceinture pelvienne est robuste et les pattes arrière sont beaucoup plus longues et robustes que les pattes avant. Les pieds se terminent par quatre ou cinq doigts et les orteils sont souvent palmés pour nager ou disposent de ventouses pour grimper. Les grenouilles ont de grands yeux et n'ont pas de queue. Les salamandres ressemblent aux lézards en apparence ; leurs courtes pattes font saillie sur le côté, leur ventre est proche du sol ou en contact avec lui et elles ont une longue queue. Les cécilies ressemblent superficiellement aux vers de terre et sont dépourvus de membres. Ils s'enfouissent au moyen de zones de contraction musculaire le long du corps et ils nagent en ondulant leur corps d'un côté à l'autre.

### Reptiles

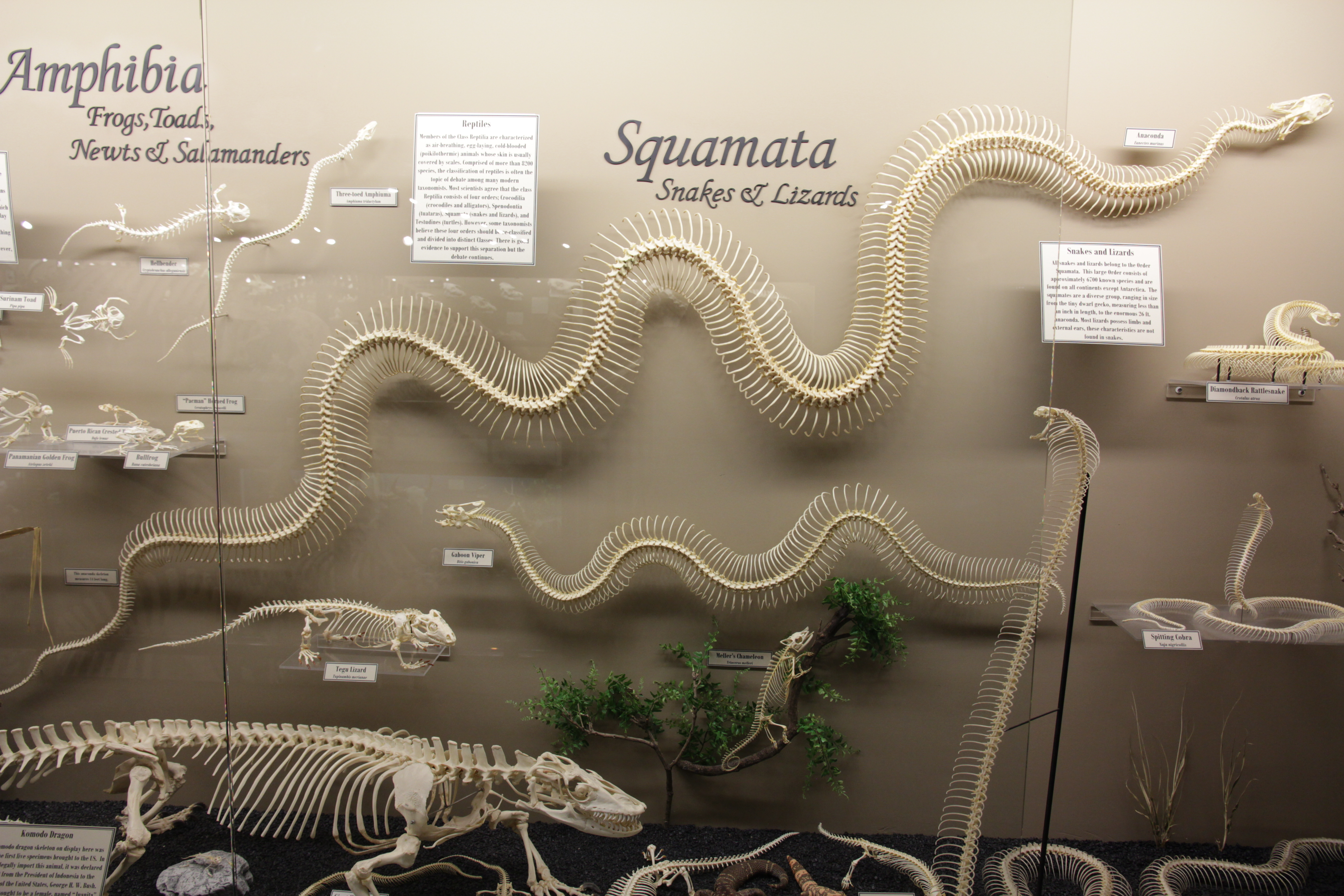
Squelettes de squamates et d'amphibiens, avec au centre celui de l’anaconda.

Les reptiles sont une classe d'animaux comprenant les tortues, les sphénodons, les lézards, les serpents et les crocodiles. Ce sont essentiellement des tétrapodes, mais les serpents et quelques espèces de lézards n'ont pas de membres ou ont des membres de taille très réduite. Leurs os sont mieux ossifiés et leur squelette plus solide que celui des amphibiens. Les dents sont coniques et de taille généralement uniforme. Les cellules de surface de l'épiderme sont modifiées en écailles cornées qui créent une couche imperméable. Les reptiles sont incapables d'utiliser leur peau pour respirer comme le font les amphibiens et ont un système respiratoire plus efficace qui aspire l'air dans leurs poumons en élargissant leurs parois thoraciques. Le cœur ressemble à celui des amphibiens, mais il y a un septum qui sépare plus complètement les flux sanguins oxygénés et désoxygénés. L'appareil reproducteur a évolué pour permettre une fécondation interne, avec un organe copulatoire présent chez la plupart des espèces. Les œufs sont entourés de membranes amniotiques qui les empêchent de se dessécher et sont pondus sur la terre ferme, ou se développent de façon interne chez certaines espèces. La vessie est petite, les déchets azotés étant excrétés sous forme d'acide urique.
Les tortues sont notoires pour leur carapace protectrice. Elles ont un tronc rigide enveloppé d'une carapace cornée au-dessus et d'un plastron en dessous. Ces derniers sont formés de plaques osseuses enchâssées dans le derme qui sont recouvertes de plaques cornées et sont partiellement fusionnées avec les côtes et la colonne vertébrale. Le cou est long et flexible, la tête et les pattes peuvent être rentrées à l'intérieur de la carapace. Les tortues sont végétariennes et leur bec est recouvert d'une surface cornée tranchante.
Les sphénodons ressemblent superficiellement aux lézards mais les lignées ont divergé au cours du Trias. Il existe une espèce vivante, Sphenodon punctatus. Le crâne possède deux ouvertures (fenestrae) de chaque côté et la mâchoire est rigidement attachée au crâne. La mâchoire inférieure comporte une rangée de dents, qui s'insère entre les deux rangées de la mâchoire supérieure lorsque l'animal mâche. Les dents ne sont que des projections de matière osseuse provenant de la mâchoire et finissent par s'user. Le cerveau et le cœur sont plus primitifs que ceux des autres reptiles, et les poumons ont une seule chambre et sont dépourvus de bronches. Le sphénodon a un œil pariétal bien développé sur son front.
Les lézards ont un crâne avec une fosse temporale de chaque côté, la barre d'os inférieure sous la deuxième ayant disparu au cours de l’évolution. Les mâchoires sont donc moins rigidement attachées, ce qui permet à la bouche de s'ouvrir plus largement. Les lézards sont pour la plupart des quadrupèdes, le tronc étant maintenu au sol par de courtes pattes orientées latéralement, mais quelques espèces n'ont pas de membres et ressemblent à des serpents. Ils ont des paupières mobiles et des tympans ; certaines espèces ayant comme les sphénodons un œil pariétal central.
Les serpents sont étroitement liés aux lézards, étant issus d'une lignée ancestrale commune s'étant ramifiée pendant le Crétacé. Ils partagent de nombreuses caractéristiques. Le squelette se compose d'un crâne, d'un os hyoïde, d'une colonne vertébrale et de côtes, bien que quelques espèces conservent un vestige du bassin et des membres arrière sous la forme d'éperons pelviens. La barre sous la deuxième fosse temporale a également disparu et les mâchoires sont extrêmement flexibles, ce qui permet au serpent d'avaler ses proies en entier. Les serpents n'ont pas de paupières mobiles, les yeux étant recouverts d'écailles transparentes (les lunettes). Ils n'ont pas de tympans mais peuvent détecter les vibrations du sol grâce aux os de leur crâne. Leur langue fourchue est utilisée comme organe du goût et de l'odorat et certaines espèces ont des fossettes sensorielles sur la tête qui leur permettent de localiser des proies à sang chaud.
Les crocodiliens sont de grands reptiles aquatiques au corps bas, avec un long museau et un grand nombre de dents. La tête et le tronc sont aplatis dorso-ventralement et la queue est comprimée latéralement. Les écailles forment une armure corporelle et certaines sont soudées au crâne. Les narines, les yeux et les oreilles sont surélevés par rapport au sommet de la tête plate, ce qui leur permet de rester au-dessus de la surface de l'eau lorsque l'animal flotte. Des valves ferment les narines et les oreilles lorsqu'il est immergé. Contrairement aux autres reptiles, les crocodiliens ont un cœur à quatre chambres permettant la séparation complète du sang oxygéné et désoxygéné.

### Oiseaux

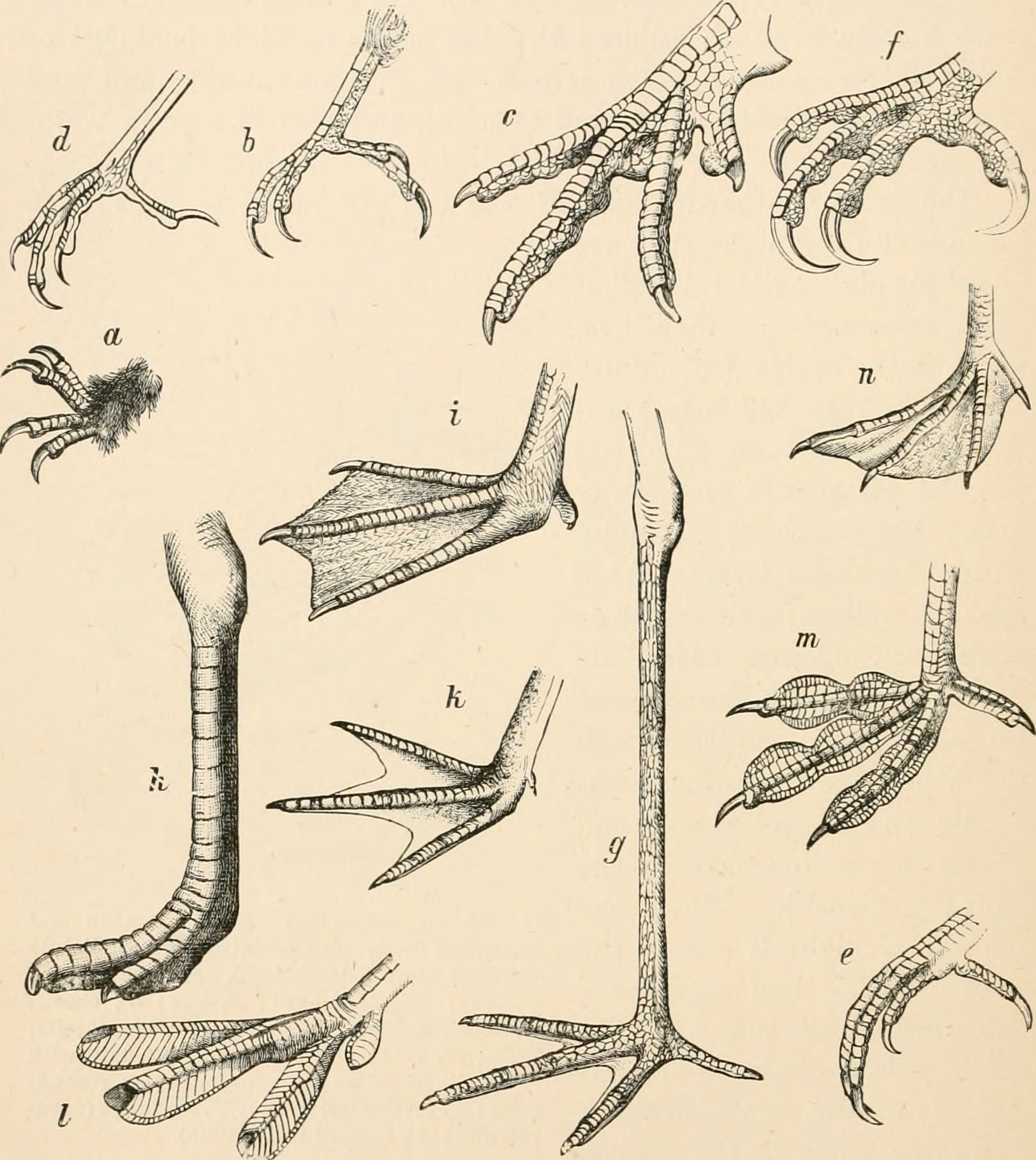
Principales formes de pattes d'oiseaux.

Les oiseaux sont des tétrapodes mais si leurs membres postérieurs servent à marcher ou à sautiller, leurs membres antérieurs sont des ailes recouvertes de plumes et adaptées au vol. Les oiseaux sont endothermes, ont un taux métabolique élevé, un système squelettique léger et des muscles puissants. Les os longs sont fins, creux et très légers. Les extensions des sacs aériens des poumons occupent le centre de certains os. Le sternum est large, possède généralement une quille et les vertèbres caudales sont soudées. Il n'y a pas de dents et les mâchoires étroites sont adaptées en un bec couvert de cornes. Les yeux sont relativement grands, en particulier chez les espèces nocturnes comme les hiboux. Ils sont orientés vers l'avant chez les prédateurs et latéralement chez les canards.
Les plumes sont des excroissances de l'épiderme et se trouvent en bandes localisées d'où elles se déploient en éventail sur la peau. Les grandes plumes de vol se trouvent sur les ailes et la queue, les pennes couvrent la surface de l'oiseau et un fin duvet se trouve sur les jeunes oiseaux et sous les pennes des oiseaux aquatiques. La seule glande cutanée est la glande uropygienne située à la base de la queue. Celle-ci produit une sécrétion huileuse qui imperméabilise les plumes lorsque l'oiseau se prélasse. Il y a des écailles sur les pattes, les pieds et des griffes à l'extrémité des orteils.

### Mammifères
Les mammifères constituent une classe diversifiée d'animaux, principalement terrestres mais certains sont aquatiques et d'autres ont évolué vers le vol battu ou plané. Ils ont pour la plupart quatre membres, mais certains mammifères aquatiques n'ont pas de membres ou des membres modifiés en nageoires et les membres antérieurs des chauves-souris sont modifiés en ailes. Les pattes de la plupart des mammifères sont situées sous le tronc, qui est maintenu à bonne distance du sol. Les os des mammifères sont bien ossifiés et leurs dents, qui sont généralement différenciées, sont recouvertes d'une couche d'émail prismatique. Les dents sont perdues une fois (dents de lait) au cours de la vie de l'animal ou pas du tout, comme c'est le cas chez les cétacés. Les mammifères possèdent trois os dans l'oreille moyenne et une cochlée dans l'oreille interne. Ils sont recouverts de poils et leur peau contient des glandes qui sécrètent de la sueur. Certaines de ces glandes sont spécialisées comme glandes mammaires, produisant du lait pour nourrir les petits. Les mammifères respirent avec des poumons et possèdent un diaphragme musculaire séparant le thorax de l'abdomen qui les aide à aspirer l'air dans les poumons. Le cœur des mammifères comporte quatre chambres. Le sang oxygéné et le sang désoxygéné sont entièrement séparés. Les déchets azotés sont excrétés principalement sous forme d'urée.
Les mammifères sont des amniotes, la plupart vivipares. Les exceptions à cette règle sont les monotrèmes qui pondent des œufs, l'ornithorynque et les échidnés d'Australie. La plupart des autres mammifères ont un placenta par lequel le fœtus en développement se nourrit, mais chez les marsupiaux, le stade fœtal est très court et le jeune immature naît et trouve le chemin de la poche de sa mère où il s'accroche à un mamelon et achève son développement.

## Invertébrés
Les invertébrés constituent un vaste éventail d'organismes vivants allant des eucaryotes unicellulaires les plus simples tels que Paramecium aux animaux multicellulaires complexes tels que le poulpe, le homard et la libellule. Ils constituent environ 95 % des espèces animales. Par définition, aucune de ces créatures n'a d'épine dorsale. Les cellules des protozoaires unicellulaires ont la même structure de base que celles des animaux multicellulaires mais certaines parties sont spécialisées. La locomotion s'effectue par des cils, des flagelles ou par des pseudopodes. La nourriture peut être recueillie par phagocytose, les besoins énergétiques fournis par la photosynthèse et la cellule soutenue par un endosquelette ou un exosquelette. Certains protozoaires forment des colonies multicellulaires.
Les types les plus élémentaires de tissus métazoaires sont l'épithélium et le tissu conjonctif, tous deux présents chez presque tous les invertébrés. La surface externe de l'épiderme est normalement formée de cellules épithéliales et sécrète une matrice extracellulaire qui fournit un support à l'organisme. Un endosquelette dérivé du mésoderme est présent dans les échinodermes, les éponges et certains céphalopodes. Les exosquelettes sont dérivés de l'épiderme et sont composés de chitine chez les arthropodes (insectes, araignées, tiques, crevettes, crabes, homards). Le carbonate de calcium constitue les coquilles des mollusques, des brachiopodes et de certains vers tubicoles. La silice forme l'exosquelette des diatomées microscopiques et des radiolaires. D'autres invertébrés n'ont pas de structures rigides. L'épiderme recouvre une grande variété de surfaces, tels que le pinacoderme des éponges, la cuticule gélatineuse des cnidaires (polypes, anémones de mer, méduses) et la cuticule collagène des annélides. La couche épithéliale externe comprend des cellules de plusieurs types, comme des cellules sensorielles, glandulaires ou urticantes. Il peut également y avoir des saillies telles que des microvillosités, des cils, des épines et des tubercules.

### Arthropodes
Les insectes ont des corps segmentés soutenus par un revêtement extérieur à articulation dure, l'exosquelette, constitué principalement de chitine. Les segments du corps sont organisés en trois parties distinctes, une tête, un thorax et un abdomen. La tête porte généralement une paire d'antennes sensorielles, deux yeux à facettes, un à trois yeux simples (ocelles) et trois ensembles d'appendices qui forment parties buccales. Trois paires de pattes sont rattachées au thorax, qui se subdivise en autant de parties, ainsi qu'une ou deux paires d'ailes. L'abdomen est composé de onze segments, dont certains fusionnés, et abrite les systèmes digestif, respiratoire, excréteur et reproducteur. Il existe des variations considérables entre les espèces et de nombreuses variations selon les parties du corps, en particulier les ailes, les pattes, les antennes et les parties buccales.
Les araignées ont quatre paires de pattes et un corps composé de deux segments - un céphalothorax et un abdomen. Les araignées n'ont ni ailes, ni antennes. Elles ont des appendices buccaux appelées chélicères, souvent reliées aux glandes à venin car la plupart des araignées sont venimeuses. Elles possèdent une deuxième paire d'appendices appelés pédipalpes attachés au céphalothorax. Ceux-ci ont une segmentation similaire à celle des jambes et fonctionnent comme des organes du goût et de l'odorat. À la fin de chaque pédipalpe mâle se trouve un cymbium en forme de cuillère qui agit pour soutenir l'organe copulatoire.

## Enseignement de l'anatomie
Il s'agit d'une matière clé des études biologiques et médicales, enseignées traditionnellement en début de cursus. L'anatomie est aussi enseignée en arts plastiques pour une meilleure compréhension du corps humain, en plus des cours et exercices de modèle vivant. Des logiciels permettent aussi de tester un grand nombre de poses d'écorchés virtuels.
Il se base sur :
- des manuels. En biologie, les manuels d'anatomie animale les plus célèbres sont ceux de Pierre-Paul Grassé en 17 volumes (voir Traité de zoologie de Grassé : anatomie, systématique, biologie). En médecine vétérinaire les manuels de références en France sont ceux de Robert Barone, intitulés Anatomie comparée des mammifères domestiques (en 7 tomes). En médecine humaine le plus connu dans le monde anglophone est le Gray's. Dans le monde francophone, les Feuillets d'anatomie de Brizon et Castaing, les Monod et Duhamel, ou encore l'atlas « Kamina » sont des ouvrages de références pour l'anatomie humaine.
- un enseignement magistral. En France, les cours d'anatomie de médecine sont très souvent donnés par des chirurgiens, qui sont censés se baser sur la nomina anatomica francisée, datant des années 1950, très peu utilisée dans la réalité (en effet, beaucoup d'éponymes sont encore utilisés). De ce fait, les termes anatomiques employés d'une faculté de médecine à l'autre divergent légèrement.
- la dissection de cadavres d'hommes et d'animaux (souris, chat, dindon, grenouille, criquet, escargot, lombric, langoustine...) dans les moindres détails (innervation, muscles, appareil urogénital, etc.). Elle permet la visualisation tridimensionnelle des structures mais sa réelle utilité n'est cependant pas bien établie[3].
- les reconstitutions anatomiques (ex : squelettes, écorchés). Elles consistent à représenter les structures intéressantes de manière pédagogique à l'aide d'un modèle plastifié. De nombreuses pièces sont exposées à la galerie de paléontologie et d'anatomie comparée du Muséum national d'histoire naturelle et au musée Fragonard à l'école vétérinaire d'Alfort.
- la vidéo radiographie à rayon X. Elle permet d'étudier en direct les mouvements des animaux pour mettre en évidence les relations anatomo-fonctionnelles de l'animal en question.
- l'imagerie médicale traditionnelle. Il s'agit d'un volet devenant de plus en plus important de l'enseignement. La représentation humaine est différente car il s'agit essentiellement d'une imagerie par coupes (scanner, IRM, etc.)

## Évolution de l'anatomie animale
Le résumé qui suit vise à fournir un aperçu de la diversité des métazoaires et des relations de parenté entre les principaux groupes de Métazoaires en fonction principalement de l'évolution de leur anatomie.
|  | Choanoflagellés |
|  |                 |

|               | Deutérostomiens                                        |
|               |                                                        |
| Protostomiens | \| \| Ecdysozoa \| \| \| \| \| \| Spiralia \| \| \| \| |
|               | \| \| Ecdysozoa \| \| \| \| \| \| Spiralia \| \| \| \| |
|               | Ecdysozoa                                              |
|               |                                                        |
|               | Spiralia                                               |
|               |                                                        |

|  | Ecdysozoa |
|  |           |
|  | Spiralia  |
|  |           |

|               | Deutérostomiens                                        |
|               |                                                        |
| Protostomiens | \| \| Ecdysozoa \| \| \| \| \| \| Spiralia \| \| \| \| |
|               | \| \| Ecdysozoa \| \| \| \| \| \| Spiralia \| \| \| \| |
|               | Ecdysozoa                                              |
|               |                                                        |
|               | Spiralia                                               |
|               |                                                        |

|  | Ecdysozoa |
|  |           |
|  | Spiralia  |
|  |           |

|               | Deutérostomiens                                        |
|               |                                                        |
| Protostomiens | \| \| Ecdysozoa \| \| \| \| \| \| Spiralia \| \| \| \| |
|               | \| \| Ecdysozoa \| \| \| \| \| \| Spiralia \| \| \| \| |
|               | Ecdysozoa                                              |
|               |                                                        |
|               | Spiralia                                               |
|               |                                                        |

|  | Ecdysozoa |
|  |           |
|  | Spiralia  |
|  |           |

|               | Deutérostomiens                                        |
|               |                                                        |
| Protostomiens | \| \| Ecdysozoa \| \| \| \| \| \| Spiralia \| \| \| \| |
|               | \| \| Ecdysozoa \| \| \| \| \| \| Spiralia \| \| \| \| |
|               | Ecdysozoa                                              |
|               |                                                        |
|               | Spiralia                                               |
|               |                                                        |

|  | Ecdysozoa |
|  |           |
|  | Spiralia  |
|  |           |

|               | Deutérostomiens                                        |
|               |                                                        |
| Protostomiens | \| \| Ecdysozoa \| \| \| \| \| \| Spiralia \| \| \| \| |
|               | \| \| Ecdysozoa \| \| \| \| \| \| Spiralia \| \| \| \| |
|               | Ecdysozoa                                              |
|               |                                                        |
|               | Spiralia                                               |
|               |                                                        |

|  | Ecdysozoa |
|  |           |
|  | Spiralia  |
|  |           |

|               | Deutérostomiens                                        |
|               |                                                        |
| Protostomiens | \| \| Ecdysozoa \| \| \| \| \| \| Spiralia \| \| \| \| |
|               | \| \| Ecdysozoa \| \| \| \| \| \| Spiralia \| \| \| \| |
|               | Ecdysozoa                                              |
|               |                                                        |
|               | Spiralia                                               |
|               |                                                        |

|  | Ecdysozoa |
|  |           |
|  | Spiralia  |
|  |           |

|               | Deutérostomiens                                        |
|               |                                                        |
| Protostomiens | \| \| Ecdysozoa \| \| \| \| \| \| Spiralia \| \| \| \| |
|               | \| \| Ecdysozoa \| \| \| \| \| \| Spiralia \| \| \| \| |
|               | Ecdysozoa                                              |
|               |                                                        |
|               | Spiralia                                               |
|               |                                                        |

|  | Ecdysozoa |
|  |           |
|  | Spiralia  |
|  |           |

|               | Deutérostomiens                                        |
|               |                                                        |
| Protostomiens | \| \| Ecdysozoa \| \| \| \| \| \| Spiralia \| \| \| \| |
|               | \| \| Ecdysozoa \| \| \| \| \| \| Spiralia \| \| \| \| |
|               | Ecdysozoa                                              |
|               |                                                        |
|               | Spiralia                                               |
|               |                                                        |

|  | Ecdysozoa |
|  |           |
|  | Spiralia  |
|  |           |

|  | Choanoflagellés |
|  |                 |

|               | Deutérostomiens                                        |
|               |                                                        |
| Protostomiens | \| \| Ecdysozoa \| \| \| \| \| \| Spiralia \| \| \| \| |
|               | \| \| Ecdysozoa \| \| \| \| \| \| Spiralia \| \| \| \| |
|               | Ecdysozoa                                              |
|               |                                                        |
|               | Spiralia                                               |
|               |                                                        |

|  | Ecdysozoa |
|  |           |
|  | Spiralia  |
|  |           |

|               | Deutérostomiens                                        |
|               |                                                        |
| Protostomiens | \| \| Ecdysozoa \| \| \| \| \| \| Spiralia \| \| \| \| |
|               | \| \| Ecdysozoa \| \| \| \| \| \| Spiralia \| \| \| \| |
|               | Ecdysozoa                                              |
|               |                                                        |
|               | Spiralia                                               |
|               |                                                        |

|  | Ecdysozoa |
|  |           |
|  | Spiralia  |
|  |           |

|               | Deutérostomiens                                        |
|               |                                                        |
| Protostomiens | \| \| Ecdysozoa \| \| \| \| \| \| Spiralia \| \| \| \| |
|               | \| \| Ecdysozoa \| \| \| \| \| \| Spiralia \| \| \| \| |
|               | Ecdysozoa                                              |
|               |                                                        |
|               | Spiralia                                               |
|               |                                                        |

|  | Ecdysozoa |
|  |           |
|  | Spiralia  |
|  |           |

|               | Deutérostomiens                                        |
|               |                                                        |
| Protostomiens | \| \| Ecdysozoa \| \| \| \| \| \| Spiralia \| \| \| \| |
|               | \| \| Ecdysozoa \| \| \| \| \| \| Spiralia \| \| \| \| |
|               | Ecdysozoa                                              |
|               |                                                        |
|               | Spiralia                                               |
|               |                                                        |

|  | Ecdysozoa |
|  |           |
|  | Spiralia  |
|  |           |

|               | Deutérostomiens                                        |
|               |                                                        |
| Protostomiens | \| \| Ecdysozoa \| \| \| \| \| \| Spiralia \| \| \| \| |
|               | \| \| Ecdysozoa \| \| \| \| \| \| Spiralia \| \| \| \| |
|               | Ecdysozoa                                              |
|               |                                                        |
|               | Spiralia                                               |
|               |                                                        |

|  | Ecdysozoa |
|  |           |
|  | Spiralia  |
|  |           |

|               | Deutérostomiens                                        |
|               |                                                        |
| Protostomiens | \| \| Ecdysozoa \| \| \| \| \| \| Spiralia \| \| \| \| |
|               | \| \| Ecdysozoa \| \| \| \| \| \| Spiralia \| \| \| \| |
|               | Ecdysozoa                                              |
|               |                                                        |
|               | Spiralia                                               |
|               |                                                        |

|  | Ecdysozoa |
|  |           |
|  | Spiralia  |
|  |           |

|               | Deutérostomiens                                        |
|               |                                                        |
| Protostomiens | \| \| Ecdysozoa \| \| \| \| \| \| Spiralia \| \| \| \| |
|               | \| \| Ecdysozoa \| \| \| \| \| \| Spiralia \| \| \| \| |
|               | Ecdysozoa                                              |
|               |                                                        |
|               | Spiralia                                               |
|               |                                                        |

|  | Ecdysozoa |
|  |           |
|  | Spiralia  |
|  |           |

|               | Deutérostomiens                                        |
|               |                                                        |
| Protostomiens | \| \| Ecdysozoa \| \| \| \| \| \| Spiralia \| \| \| \| |
|               | \| \| Ecdysozoa \| \| \| \| \| \| Spiralia \| \| \| \| |
|               | Ecdysozoa                                              |
|               |                                                        |
|               | Spiralia                                               |
|               |                                                        |

|  | Ecdysozoa |
|  |           |
|  | Spiralia  |
|  |           |

|  | Choanoflagellés |
|  |                 |

|               | Deutérostomiens                                        |
|               |                                                        |
| Protostomiens | \| \| Ecdysozoa \| \| \| \| \| \| Spiralia \| \| \| \| |
|               | \| \| Ecdysozoa \| \| \| \| \| \| Spiralia \| \| \| \| |
|               | Ecdysozoa                                              |
|               |                                                        |
|               | Spiralia                                               |
|               |                                                        |

|  | Ecdysozoa |
|  |           |
|  | Spiralia  |
|  |           |

|               | Deutérostomiens                                        |
|               |                                                        |
| Protostomiens | \| \| Ecdysozoa \| \| \| \| \| \| Spiralia \| \| \| \| |
|               | \| \| Ecdysozoa \| \| \| \| \| \| Spiralia \| \| \| \| |
|               | Ecdysozoa                                              |
|               |                                                        |
|               | Spiralia                                               |
|               |                                                        |

|  | Ecdysozoa |
|  |           |
|  | Spiralia  |
|  |           |

|               | Deutérostomiens                                        |
|               |                                                        |
| Protostomiens | \| \| Ecdysozoa \| \| \| \| \| \| Spiralia \| \| \| \| |
|               | \| \| Ecdysozoa \| \| \| \| \| \| Spiralia \| \| \| \| |
|               | Ecdysozoa                                              |
|               |                                                        |
|               | Spiralia                                               |
|               |                                                        |

|  | Ecdysozoa |
|  |           |
|  | Spiralia  |
|  |           |

|               | Deutérostomiens                                        |
|               |                                                        |
| Protostomiens | \| \| Ecdysozoa \| \| \| \| \| \| Spiralia \| \| \| \| |
|               | \| \| Ecdysozoa \| \| \| \| \| \| Spiralia \| \| \| \| |
|               | Ecdysozoa                                              |
|               |                                                        |
|               | Spiralia                                               |
|               |                                                        |

|  | Ecdysozoa |
|  |           |
|  | Spiralia  |
|  |           |

|               | Deutérostomiens                                        |
|               |                                                        |
| Protostomiens | \| \| Ecdysozoa \| \| \| \| \| \| Spiralia \| \| \| \| |
|               | \| \| Ecdysozoa \| \| \| \| \| \| Spiralia \| \| \| \| |
|               | Ecdysozoa                                              |
|               |                                                        |
|               | Spiralia                                               |
|               |                                                        |

|  | Ecdysozoa |
|  |           |
|  | Spiralia  |
|  |           |

|               | Deutérostomiens                                        |
|               |                                                        |
| Protostomiens | \| \| Ecdysozoa \| \| \| \| \| \| Spiralia \| \| \| \| |
|               | \| \| Ecdysozoa \| \| \| \| \| \| Spiralia \| \| \| \| |
|               | Ecdysozoa                                              |
|               |                                                        |
|               | Spiralia                                               |
|               |                                                        |

|  | Ecdysozoa |
|  |           |
|  | Spiralia  |
|  |           |

|               | Deutérostomiens                                        |
|               |                                                        |
| Protostomiens | \| \| Ecdysozoa \| \| \| \| \| \| Spiralia \| \| \| \| |
|               | \| \| Ecdysozoa \| \| \| \| \| \| Spiralia \| \| \| \| |
|               | Ecdysozoa                                              |
|               |                                                        |
|               | Spiralia                                               |
|               |                                                        |

|  | Ecdysozoa |
|  |           |
|  | Spiralia  |
|  |           |

|               | Deutérostomiens                                        |
|               |                                                        |
| Protostomiens | \| \| Ecdysozoa \| \| \| \| \| \| Spiralia \| \| \| \| |
|               | \| \| Ecdysozoa \| \| \| \| \| \| Spiralia \| \| \| \| |
|               | Ecdysozoa                                              |
|               |                                                        |
|               | Spiralia                                               |
|               |                                                        |

|  | Ecdysozoa |
|  |           |
|  | Spiralia  |
|  |           |

|  | Choanoflagellés |
|  |                 |

|               | Deutérostomiens                                        |
|               |                                                        |
| Protostomiens | \| \| Ecdysozoa \| \| \| \| \| \| Spiralia \| \| \| \| |
|               | \| \| Ecdysozoa \| \| \| \| \| \| Spiralia \| \| \| \| |
|               | Ecdysozoa                                              |
|               |                                                        |
|               | Spiralia                                               |
|               |                                                        |

|  | Ecdysozoa |
|  |           |
|  | Spiralia  |
|  |           |

|               | Deutérostomiens                                        |
|               |                                                        |
| Protostomiens | \| \| Ecdysozoa \| \| \| \| \| \| Spiralia \| \| \| \| |
|               | \| \| Ecdysozoa \| \| \| \| \| \| Spiralia \| \| \| \| |
|               | Ecdysozoa                                              |
|               |                                                        |
|               | Spiralia                                               |
|               |                                                        |

|  | Ecdysozoa |
|  |           |
|  | Spiralia  |
|  |           |

|               | Deutérostomiens                                        |
|               |                                                        |
| Protostomiens | \| \| Ecdysozoa \| \| \| \| \| \| Spiralia \| \| \| \| |
|               | \| \| Ecdysozoa \| \| \| \| \| \| Spiralia \| \| \| \| |
|               | Ecdysozoa                                              |
|               |                                                        |
|               | Spiralia                                               |
|               |                                                        |

|  | Ecdysozoa |
|  |           |
|  | Spiralia  |
|  |           |

|               | Deutérostomiens                                        |
|               |                                                        |
| Protostomiens | \| \| Ecdysozoa \| \| \| \| \| \| Spiralia \| \| \| \| |
|               | \| \| Ecdysozoa \| \| \| \| \| \| Spiralia \| \| \| \| |
|               | Ecdysozoa                                              |
|               |                                                        |
|               | Spiralia                                               |
|               |                                                        |

|  | Ecdysozoa |
|  |           |
|  | Spiralia  |
|  |           |

|               | Deutérostomiens                                        |
|               |                                                        |
| Protostomiens | \| \| Ecdysozoa \| \| \| \| \| \| Spiralia \| \| \| \| |
|               | \| \| Ecdysozoa \| \| \| \| \| \| Spiralia \| \| \| \| |
|               | Ecdysozoa                                              |
|               |                                                        |
|               | Spiralia                                               |
|               |                                                        |

|  | Ecdysozoa |
|  |           |
|  | Spiralia  |
|  |           |

|               | Deutérostomiens                                        |
|               |                                                        |
| Protostomiens | \| \| Ecdysozoa \| \| \| \| \| \| Spiralia \| \| \| \| |
|               | \| \| Ecdysozoa \| \| \| \| \| \| Spiralia \| \| \| \| |
|               | Ecdysozoa                                              |
|               |                                                        |
|               | Spiralia                                               |
|               |                                                        |

|  | Ecdysozoa |
|  |           |
|  | Spiralia  |
|  |           |

|               | Deutérostomiens                                        |
|               |                                                        |
| Protostomiens | \| \| Ecdysozoa \| \| \| \| \| \| Spiralia \| \| \| \| |
|               | \| \| Ecdysozoa \| \| \| \| \| \| Spiralia \| \| \| \| |
|               | Ecdysozoa                                              |
|               |                                                        |
|               | Spiralia                                               |
|               |                                                        |

|  | Ecdysozoa |
|  |           |
|  | Spiralia  |
|  |           |

|               | Deutérostomiens                                        |
|               |                                                        |
| Protostomiens | \| \| Ecdysozoa \| \| \| \| \| \| Spiralia \| \| \| \| |
|               | \| \| Ecdysozoa \| \| \| \| \| \| Spiralia \| \| \| \| |
|               | Ecdysozoa                                              |
|               |                                                        |
|               | Spiralia                                               |
|               |                                                        |

|  | Ecdysozoa |
|  |           |
|  | Spiralia  |
|  |           |